# Лантерн руж
Ланте́рн руж (фр. Lanterne rouge; красный фонарь) — велогонщик, занявший последнее место в общем зачёте Тур де Франс; также название приза, вручаемого этому спортсмену. Название происходит от красного фонаря на последнем вагоне поезда. Лантерн руж является чем-то средним между позором и достижением. Аналогом была чёрная майка, вручавшаяся последнему гонщику Джиро д’Италия в 1946—1951 годах.

## История
Первым Красным фонарём стал Арсен Миллошо, проигравший почти 65 часов победителю Тур де Франс 1903 Морису Гарену. История велоспорта не сохранила значительной информации о нём; кроме участия в дебютном Гранд Туре известен лишь его старт в веломарафоне Париж — Брест — Париж 1921 года, когда велосипедисту было уже 54 года. В 1919 году последним до финиша добрался Жюль Немпон. На первый взгляд не лучший результат француза является достижением: он стал 10-м в общем зачёте и выиграл любительский зачёт, в то время как остальные 23 непрофессионала сошли. В те времена до финиша добиралось менее половины стартовавших, поэтому последний гонщик получал поддержку болельщиков как пример мужественности и спортивного духа. Даже когда длину этапов сократили, последний гонщик пользовался у зрителей значительно большей популярностью, чем рядовой грегари пелотона, финишировавший в середине общего зачёта.
Некоторые гонщики стали бороться именно за последнее место, презрев спортивные принципы. Их целью было ехать каждый этап как можно хуже, но при этом не выпадать из лимита времени. В 1979 году за Красный фонарь боролись действующий обладатель приза француз Филипп Теньер и австриец Герхард Шёнбахер. Последнюю 48,8-километровую разделку оба проехали хуже всех: Шёнбахер за 1 час 21 минуту 52 секунды, Теньер за 1 час 23 минуты 32 секунды. Стартовавший последним Бернар Ино выиграл этап с результатом 1 час 8 минут 53 секунды, время Теньера вышло за пределы 20-процентного лимита, и он был снят с гонки. «Успех» Шёнбахера привлёк к нему нового спонсора, по контракту с которым гонщик должен был стать последним и на Туре 1980. Организаторы усложнили задачу австрийца, снимая с гонки последнего спортсмена общего зачёта после каждого из пяти этапов в конце гонки, что всё же не помешало Шёнбахеру снова приехать последним. Однако капитан его команды Патрик Лефевер не разделял страсти к Лантерн руж и добился увольнения австрийца. Жаки Дюран на Тур де Франс 1999 также стал последним, но никто не мог упрекнуть его в отсутствии борьбы: одновременно он выиграл и Приз самому агрессивному гонщику. Четверо гонщиков выигрывали Красный фонарь дважды, а в 2008 году рекорд установил Вим Вансевенант, третий раз подряд ставший последним. Часть этапа он проезжал, работая на лидера своей команды «Lotto» Кэдела Эванса, а до финиша доезжал в отвалах. Выигравший за время выступлений всего 3 гонки бельгиец и после завершения карьеры снискал лишь печальную славу, будучи пойманным на перевозке допинга.

## Обладатели Лантерн руж
- 1903  Арсен Миллошо[англ.] (FRA)
- 1904  Антуан Дефлотрьер (FRA)
- 1905  Кловис Лакруа (FRA)
- 1906  Жорж Броншар (FRA)
- 1907  Альбер Шартье (FRA)
- 1908  Анри Антуан (FRA)
- 1909  Жорж Девилли (FRA)
- 1910  Констан Колле (FRA)
- 1911  Люсьен Рокебер (FRA)
- 1912  Морис Лартиг (FRA)
- 1913  Анри Алавуан (FRA)
- 1914  Анри Леклерк (FRA)
- 1915-1918 - не проводился (ПМВ)
- 1919  Жюль Немпон (FRA)
- 1920  Шарль Рабуассон (FRA)
- 1921  Анри Кателан (FRA)
- 1922  Даниэль Массон (BEL)
- 1923  Даниэль Массон (BEL)
- 1924  Виктор Лафосс (BEL)
- 1925  Фернан Беснье (FRA)
- 1926  Андре Дробек (FRA)
- 1927  Жак Пфистер (FRA)
- 1928  Эдуар Персен (FRA)
- 1929  Андре Лежер (FRA)
- 1930  Марсель Илпид (FRA)
- 1931  Ричард Лэмб (AUS)
- 1932  Рудольф Риш (GER)
- 1933  Эрнес Нёар (FRA)
- 1934  Антонио Фолько (ITA)
- 1935  Вилли Кучбах (GER)
- 1936  Альдо Бертокко (FRA)
- 1937  Алоис Кленш (LUX)
- 1938  Янус Хеллемонс (NED)
- 1939  Арман Ле Моаль (FRA)
- 1940-1946 не проводился (ВМВ)
- 1947  Пьетро Таркини (SUI)
- 1948  Витторио Сегецци (ITA)
- 1949  Гвидо де Санти (ITA)
- 1950  Фриц Цбинден (SUI)
- 1951  Абдель-Кадер Зааф (ALG)
- 1952  Анри Паре (FRA)
- 1953  Клод Руэр (FRA)
- 1954  Марсел Диркенс (LUX)
- 1955  Тони Хор (GBR)
- 1956  Роже Шоссабель (FRA)
- 1957  Ги Мийон (FRA)
- 1958  Вальтер Фавр (SUI)
- 1959  Луи Бисилья (FRA)
- 1960  Эрреро Беррендеро (ESP)
- 1961  Андре Женест (FRA)
- 1962  Аугусто Маркалетти (ITA)
- 1963  Вилли Дербовен (BEL)
- 1964  Анатоль Новак (FRA)
- 1965  Жозеф Груссар (FRA)
- 1966  Паоло Мануччи (ITA)
- 1967  Жан-Пьер Жене (FRA)
- 1968  Джон Клэри (GBR)
- 1969  Андре Вильхельм (FRA)
- 1970  Фритс Хогерхейде (NED)
- 1971  Жорж Шапп (FRA)
- 1972  Ален Беллуи (FRA)
- 1973  Жак-Андре Ошар (FRA)
- 1974  Лоренцо Алемо (FRA)
- 1975  Жак Була (FRA)
- 1976  Ад ван ден Хук (NED)
- 1977  Роже Луаш (BEL)
- 1978  Филипп Теньер (FRA)
- 1979  Герхард Шёнбахер (AUT)
- 1980  Герхард Шёнбахер (AUT)
- 1981  Фаустино Куэлли (FRA)
- 1982  Вернер Девос (BEL)
- 1983  Марсел Лауренс (BEL)
- 1984  Гилберт Глаус (SUI)
- 1985  Манрико Ронкьято (ITA)
- 1986  Эннио Сальвадор (ITA)
- 1987  Матьё Херманс (NED)
- 1988  Дирк Вайенберг (BEL)
- 1989  Матьё Херманс (NED)
- 1990  Родольфо Масси (ITA)
- 1991  Роб Хармелинг (NED)
- 1992  Фернандо Кеведо (ESP)
- 1993  Эдвиг ван Хойдонк (BEL)
- 1994  Джон Тален (NED)
- 1995  Бруно Корнийе (FRA)
- 1996  Жан-Люк Масдюпюй (FRA)
- 1997  Филипп Гомон (FRA)
- 1998  Дамьен Назон (FRA)
- 1999  Жаки Дюран (FRA)
- 2000  Оливье Перродо (FRA)
- 2001  Джимми Каспер (FRA)
- 2002  Игор Флорес (ESP)
- 2003  Ханс де Клерк (BEL)
- 2004  Джимми Каспер (FRA)
- 2005  Икер Флорес (ESP)
- 2006  Вим Вансевенант (BEL)
- 2007  Вим Вансевенант (BEL)
- 2008  Вим Вансевенант (BEL)
- 2009  Евгений Гутарович (BLR)
- 2010  Адриано Малори (ITA)
- 2011  Фабио Сабатини (ITA)
- 2012  Джимми Энгульвен (FRA)
- 2013  Свейн Тафт (CAN)
- 2014  Цзи Чэн (CHN)
- 2015  Себастиан Шаванель (FRA)
- 2016  Сэм Беннетт (IRL)
- 2017  Люк Роув (GBR)
- 2018  Лоусон Крэддок (USA)
- 2019  Себастьян Лангевельд (NED)
- 2020  Роджер Клюге (GER)
- 2021  Тим Деклерк (BEL)
- 2022  Юэн Калеб (AUS)
- 2023  Микаэль Мёркёв (DEN)
- 2024  Марк Кавендиш (GBR)